# Будні
«Будні» — радянський художній фільм 1940 року, знятий режисером Борисом Шрейбером на кіностудіях «Мосфільм» і «Радянська Білорусь».

## Сюжет
Одного разу звичний порядок одного з великих аеропортів країни порушується: льотчик Зубов садить свій літак під час туману точно і красиво, але всупереч розпорядженню. Чергове молодецтво Зубова завершується тим, що він топить у болоті літак, ледь не погубивши себе і прийомного сина інженера аеропорту — Гвоздика. Зубова позбавляють на півроку прав пілота, але залишають в колективі.

## У ролях
- Борис Терентьєв — Микола Костянтинович Славін, льотчик
- Галина Сергєєва — Олена Олександрівна Славіна, метеоролог
- Іван Новосельцев — Семен Зубов, льотчик
- Михайло Державін — Михайло Степанович Васянін, льотчик
- Олена Кузнецова — Тетяна, льотчиця
- Антоній Ходурський — Вікентій Павлович Добров, інженер
- Юрій Новицький — Гвоздик, Вася
- Віктор Пестовський — командир загону
- Валентина Караваєва — Машенька, буфетниця
- Іона Бій-Бродський — кухар
- Борис Толмазов — радист
- Дмитро Капка — льотчик
- Григорій Конський — льотчик
- Олексій Краснопольський — льотчик
- Іван Лобизовський — льотчик
- Віктор Миронов — льотчик
- Олексій Долинін — інструктор зі стрибків з парашутом
- Іван Бобров — пасажир
- Володимир Лепко — пасажир
- Костянтин Нассонов — комісар

## Знімальна група
- Режисер — Борис Шрейбер
- Сценаристи — Павло Голіков, Леонід Глазичев
- Оператор — Костянтин Погодін
- Композитор — Василь Соловйов-Сєдой
- Художник — В'ячеслав Іванов
- Текст пісні — Михайло Свєтлов
- Звукооператор — Н. Рогов
- Оператор комбінованих з'йомок — Борис Арецький
- Консультант — пілот Микола Шебанов